# 塔克什肯口岸
塔克什肯口岸是中華人民共和國新疆維吾爾自治區的一個陸路邊境口岸，位於伊犁哈薩克自治州阿勒泰地區青河縣境內，並與蒙古國科布多省布爾干縣的布爾干口岸相接。該口岸於1988年獲中華人民共和國國務院允許開放，並在1989年7月正式對蒙開放通關。另一方面，塔克什肯口岸的税費徵收、進出口貨物監管與出入境旅客查驗等工作則由烏魯木齊海關下屬阿勒泰海關負責。

## 位置和交通
塔克什肯口岸位於中華人民共和國新疆維吾爾自治區伊犁哈薩克自治州阿勒泰地區青河縣境內，距離青河縣縣城、地區首府阿勒泰市以及自治區首府烏魯木齊市分別為90公里、380公里和510公里。該口岸鄰近中蒙邊界第124號界標，並與蒙古國科布多省布爾干縣的布爾干口岸相接，而距離布爾干縣縣城以及首府科布多城則分別是65公里與265公里。此外，根據新疆維吾爾自治區發展和改革委員會在2014年起草的《絲綢之路經濟帶框架下促進新疆對外開放與經濟發展規劃》文件，塔克什肯口岸也是絲綢之路經濟帶上新疆三條通道構想當中的北通道向東輻射終點（對蒙口岸）之一。
交通方面，塔克什肯口岸是新疆三級公路320省道的東端終點。這條公路連接該口岸和富蘊縣喀拉通克鎮，全長約130公里，並是《新疆維吾爾自治區省道網規劃（2022-2035年）》當中的東西橫綫之一。

## 歷史
1988年，新疆維吾爾自治區人民政府向中華人民共和國國務院提請開放塔克什肯口岸；隨後國務院於同年9月21日發佈國函〔1988〕119號，表示同意開放該口岸；最終口岸在翌年7月20日正式對外開放。1991年6月24日，中華人民共和國政府與當時的蒙古人民共和國政府簽訂協議，為塔克什肯口岸的開放提供正式跨國法律基礎。
塔克什肯口岸開放初期因為基礎設施落後，所以最初只是一個僅於每年4月至12月開放的季節性雙邊口岸。後來該口岸陸續完善各項基建，並在2010年10月14日通過國家口岸管理辦公室、新疆維吾爾自治區人民政府外事辦公室、新疆維吾爾自治區人民政府口岸辦公室以及烏魯木齊海關等驗收。2011年1月13日，塔克什肯口岸正式獲升格為常年開放口岸，成為新疆第一個常年向蒙古國開放的陸路口岸。
2019冠狀病毒病於中國大陸爆發初期，塔克什肯口岸曾在2020年2月7日至5月24日暫停開放，直到同年5月25日才恢復貨物過境，並於3天後首次自蒙方進口煤炭。2023年1月8日，新疆維吾爾自治區口岸工作領導小組辦公室發佈通知，允許塔克什肯口岸恢復客運通關服務，其後該口岸在翌日正式開放旅客過境。

## 過境貨物和統計
塔克什肯口岸的入口貨物種類包括焦煤、鐵礦石、鉛鋅精粉、木材與畜牧產品等，而出口貨物則主要為建築材料、機電設備、成品油、蔬果、日用百貨和服裝等。後來該口岸自2022年開始也成為中國商品與俄羅斯貨物的中轉通道，例如於2024年7月4日首次從俄國進口13噸雪蟹，以及在翌年2月26日向俄羅斯出口2萬株蝴蝶蘭。另一方面，塔克什肯口岸也是蒙古國西部5省重要的物資通道，當地約9成的生活物品均透過該渠道提供，逐步成為蒙古國西部出入口貨品集散地和日常用品供應基地。
2024年1月至10月期間，塔克什肯口岸進口與出口貨運量分別是312.1萬噸和8.8萬噸，與2023年同期分別同比增長約4成以及超過7成。另外於2025年1月至5月期間，該口岸進出境旅客人次超過6.2萬，當中外籍人員超過4萬，同比增長超過1倍。